# Astreopora
Astreopora es un género de corales de la familia Acroporidae, orden Scleractinia. 
Son corales hermatípicos, tras la muerte del coral, su esqueleto contribuye a la generación o crecimiento de  arrecifes de coral en la naturaleza, debido a que la acción del CO2 convierte muy lentamente su esqueleto en bicarbonato cálcico, sustancia esta asimilable directamente por las colonias coralinas. 

## Especies
El Registro Mundial de Especies Marinas acepta las siguientes especies, valorando la UICN su estado de conservación:
- Astreopora acroporina Wallace, Turak & DeVantier, 2011.  Estado: No evaluada
- Astreopora cenderawasih Wallace, Turak & DeVantier, 2011.  Estado: No evaluada
- Astreopora cucullata Lamberts, 1980.  Estado: Vulnerable A4ce
- Astreopora expansa (Brüggemann, 1877).  Estado: Casi amenazada
- Astreopora explanata Veron, 1985.  Estado: No evaluada
- Astreopora gracilis Bernard, 1896.  Estado: Preocupación menor
- Astreopora incrustans Bernard, 1896.  Estado: Vulnerable A4ce
- Astreopora lambertsi Moll & Best, 1984.  Estado: No evaluada
- Astreopora listeri Bernard, 1896.  Estado: Preocupación menor
- Astreopora macrostoma Veron & Wallace, 1984.  Estado: Casi amenazada
- Astreopora monteporina Wallace, Turak & DeVantier, 2011.  Estado: No evaluada
- Astreopora moretonensis Veron & Wallace, 1984.  Estado: Vulnerable A4ce
- Astreopora myriophthalma (Lamarck, 1816).  Estado: Preocupación menor
- Astreopora ocellata Bernard, 1896.  Estado: Preocupación menor
- Astreopora randalli Lamberts, 1980.  Estado: Preocupación menor
- Astreopora scabra Lamberts, 1982.  Estado: Preocupación menor
- Astreopora suggesta Wells, 1954.  Estado: Preocupación menor
- Astreopora longisepta Latypov, 2011 (nomen nudum)

Especies reconocidas como sinonimia:
- Astreopora arenaria Bernard, 1896 aceptada como Astreopora myriophthalma (Lamarck, 1816)
- Astreopora ehrenbergi Bernard, 1896 aceptada como Astreopora myriophthalma (Lamarck, 1816)
- Astreopora eliptica Yabe & Sugiyama, 1941 aceptada como Astreopora myriophthalma (Lamarck, 1816)
- Astreopora hirsuta Bernard, 1896 aceptada como Astreopora listeri Bernard, 1896
- Astreopora horizontalis Bernard, 1896 aceptada como Astreopora listeri Bernard, 1896
- Astreopora kenti Bernard, 1896 aceptada como Astreopora myriophthalma (Lamarck, 1816)
- Astreopora ovalis Bernard, 1896 aceptada como Astreopora myriophthalma (Lamarck, 1816)
- Astreopora profunda Verrill, 1872 aceptada como Astreopora myriophthalma (Lamarck, 1816)
- Astreopora stellae Nemenzo, 1964 aceptada como Astreopora myriophthalma (Lamarck, 1816)
- Astreopora stellulata (Lamarck, 1816) aceptada como Turbinaria stellulata (Lamarck, 1816)

## Galería

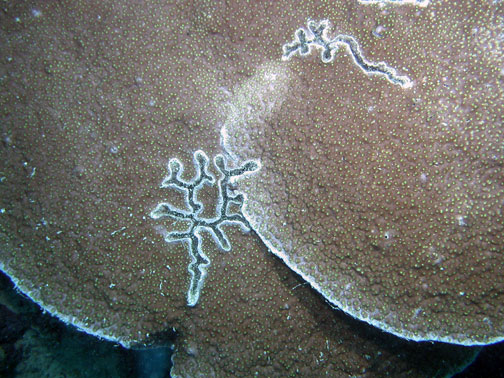
Astreopora cucullata
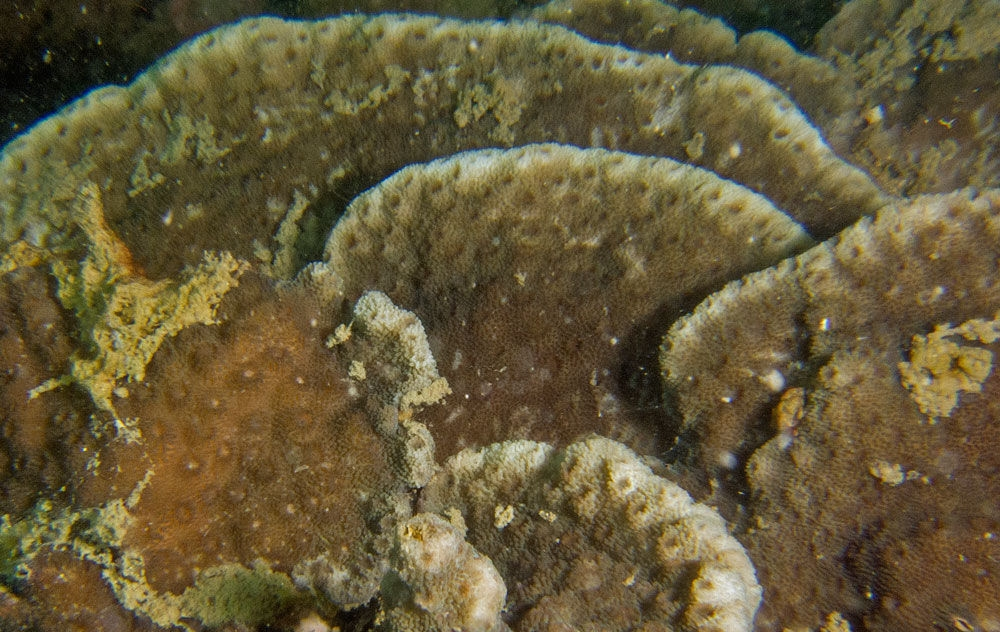
Astreopora explanata
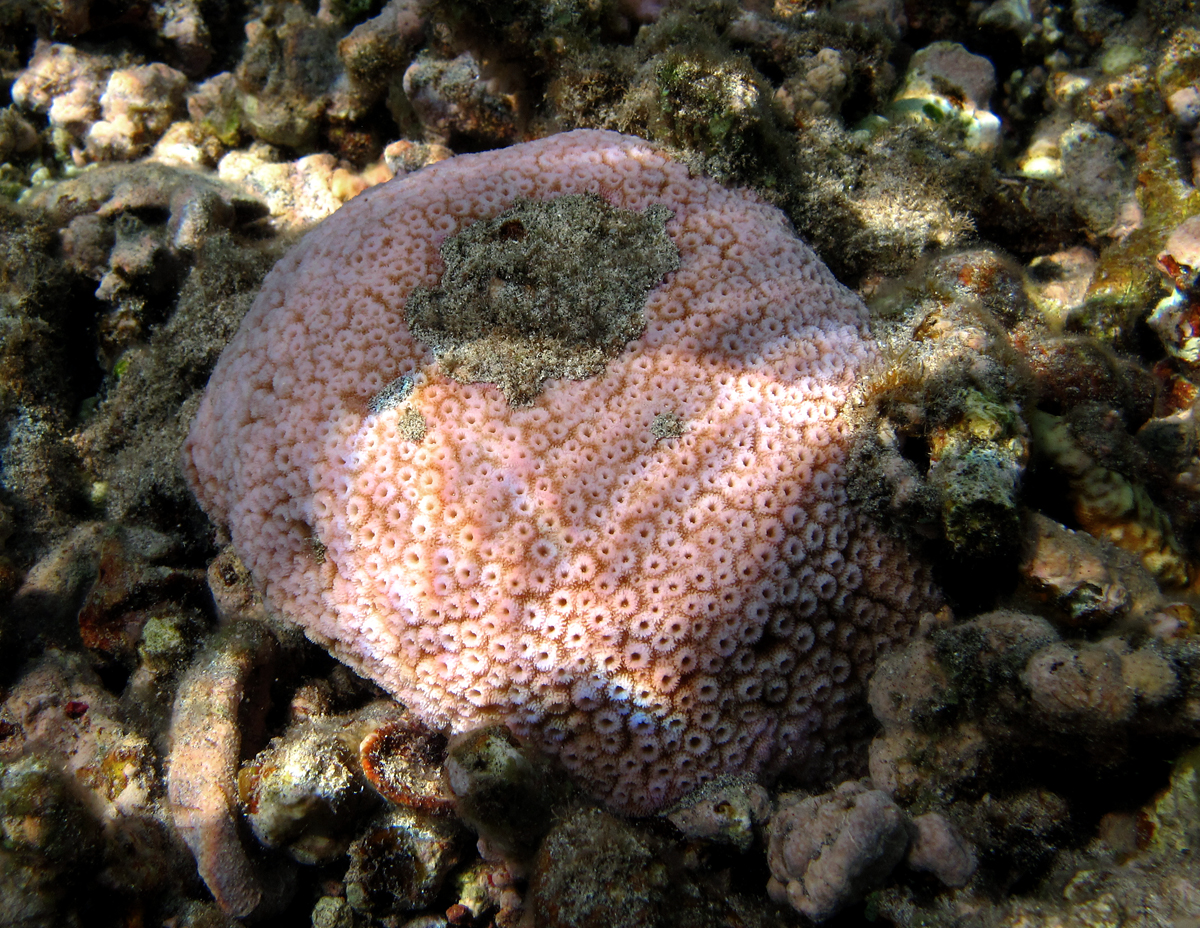
Astreopora listeri
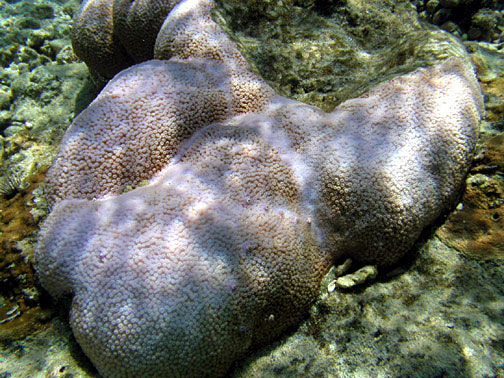
Astreopora myriophthalma
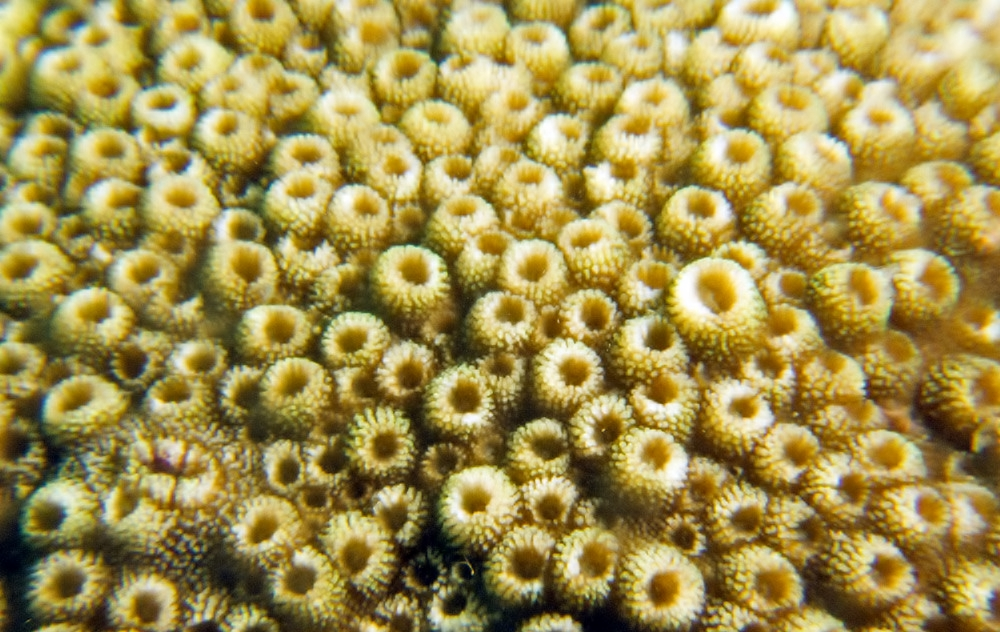
Coralitos irregulares de Astreopora myriophthalma
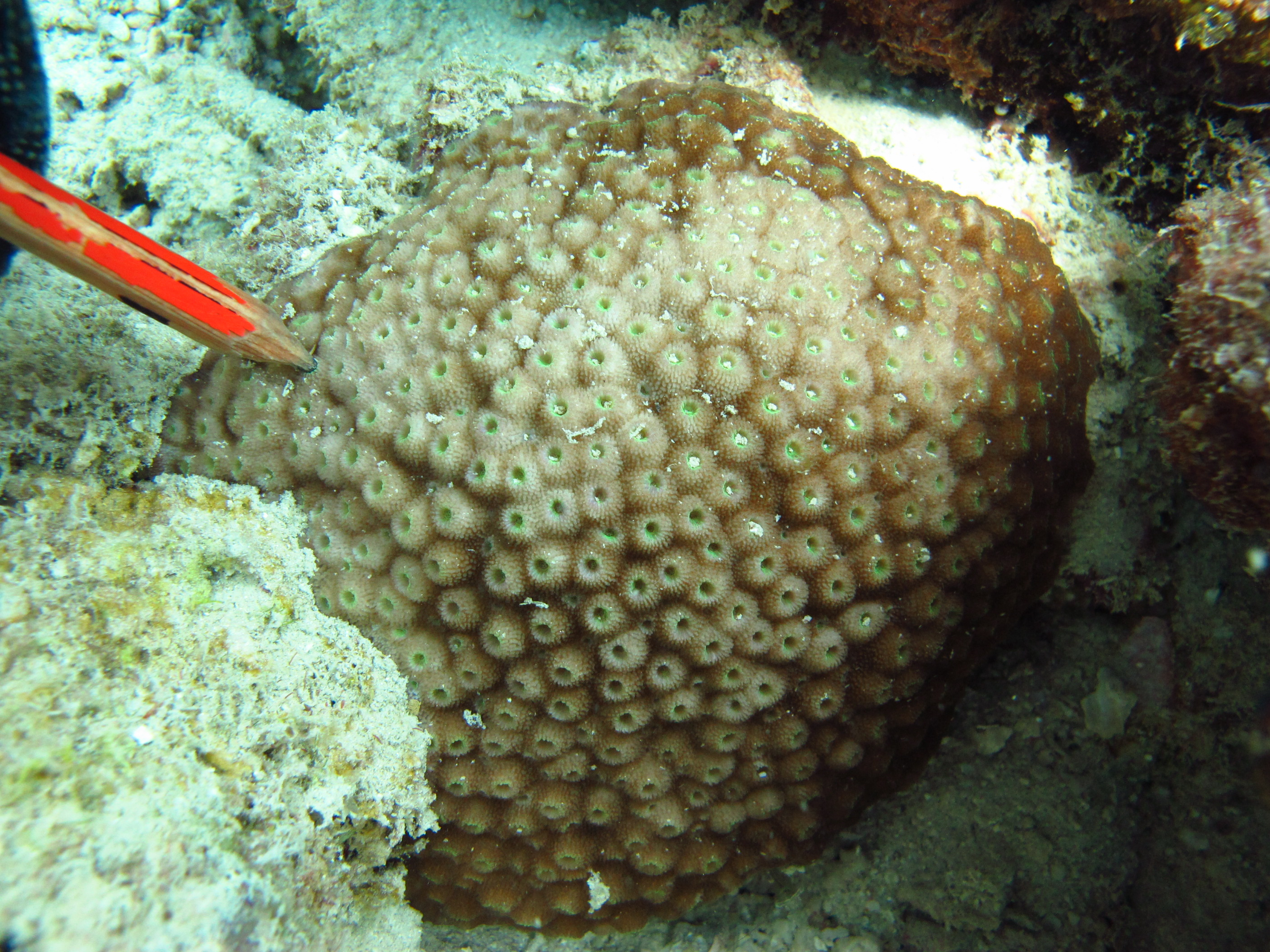
Astreopora ocellata

## Morfología
Las especies de Astreopora  conforman colonias masivas, hemisféricas, en forma de loma, laminares, incrustantes o foliáceas.

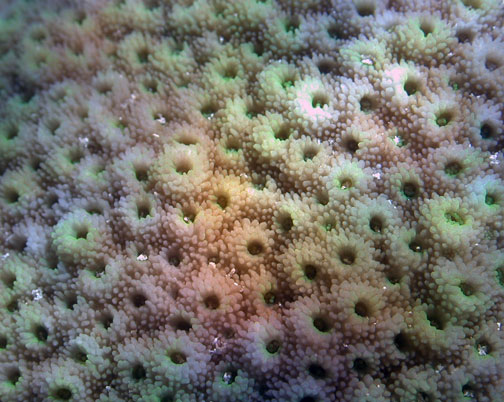
Coralitos de A. myriophthalma

Los coralitos están inmersos o cónicos, con seis septos principales, bien espaciados regularmente a 60°, y otros seis menos desarrollados e interpuestos con los principales. Los septos son finos y ondulados, o irregularmente dentados, en su extremo. En cálices grandes, ocasionalmente se presentan septos terciarios, a modo de hileras verticales de proyecciones dentadas. El diámetro interno de los cálices del 80% de las especies oscila entre 1.34 y 2.56 cm. Los muros son ligeramente porosos.
Los pólipos de la Astreopora presentan unas células urticantes denominadas nematocistos, empleadas por sus tentáculos en la caza de presas microscópicas de zooplancton. Tienen un total de 24 tentáculos, 6 más grandes, con forma de porra, situados en el extremo del disco oral, y otros seis situados entre los primeros y algo más alejados del centro. Estos 12 conforman un anillo superior de tentáculos, y otros 12 forman un segundo anillo situado debajo. Normalmente sólo expanden sus tentáculos por la noche.
Su coloración varía según la especie y las condiciones ambientales de esta. La gama de colores abarca el crema, amarillo, marrón, rosa, verde, gris o azul.

## Hábitat y distribución
Habitan una amplia variedad de hábitats del arrecife de coral. Alguna de sus especies, como A. gracilis, frecuenta aguas turbias, y otras, como A. listeri, son comunes en zonas intermareales. Son más frecuentes en zonas poco profundas, bien iluminadas y cercanas a las costas. 
Su rango de profundidad es de 0 a 87,5 metros, y el rango de temperaturas está entre 22.21 y 28.79 °C.
Se distribuyen en el océano Indo-Pacífico, desde las costas orientales de África, incluido mar Rojo, hasta Tuamotu e isla Pitcairn. Al norte hasta Japón, y al sur hasta Australia.

## Alimentación
Los pólipos contienen algas simbióticas llamadas zooxantelas. Las algas realizan la fotosíntesis produciendo oxígeno y azúcares, que son aprovechados por los pólipos, y se alimentan de los catabolitos del coral (especialmente fósforo y nitrógeno). Esto les proporciona entre el 75 y el 95 % de sus necesidades alimenticias. El resto lo obtienen atrapando plancton microscópico y materia orgánica disuelta en el agua.

## Reproducción
Se reproducen asexualmente mediante gemación, y, sexualmente, son hermafroditas y lanzan al exterior sus células sexuales, tanto gametos masculinos, como femeninos. En este tipo de reproducción, la mayoría de los corales liberan óvulos y espermatozoides al agua, siendo por tanto la fecundación externa. Los huevos una vez en el exterior, permanecen a la deriva arrastrados por las corrientes varios días, más tarde se forma una larva plánula que, tras deambular por la columna de agua marina, y en un porcentaje de supervivencia que oscila entre el 18 y el 25 %, según estudios de biología marina, cae al fondo, se adhiere a él y comienza su vida sésil, secretando un esqueleto, o coralito, para, posteriormente, formar la colonia mediante la división de los pólipos por gemación.